# Aina Suzuki
Aina Suzuki (鈴木 愛奈, Suzuki Aina; Chitose, 23 luglio 1995) è una doppiatrice e cantante giapponese affiliata a IAM Agency. I suoi ruoli più significativi sono Mari Ohara in Love Live! Sunshine!! e Jashin-Chan in Dropkick on My Devil!. Sua sorella minore Miharu Hanai è anche ella doppiatrice.

## Doppiaggio

### Serie televisive d'animazione
- Mez in Akame ga Kill! (2014)
- Shiori Sakurada, Mina Shinonome in Jōkamachi no Dandelion (2015)
- Shizuka Gozen in Onigiri (2016)
- Asako Kondō in Sansha sanyō (2016)
- Mari Ohara in Love Live! Sunshine!! (2016)
- Chiyo in Sweetness & Lightning (2016)
- Kaho Ichinose in Clione no akari (2017)
- Rina Shioi in Magical Girl Site (2018)
- Yamirii in Alice or Alice (2018)
- Jashin-chan in Un calcio volante al mio demonio (2018)
- Byakko in Release the Spyce (2018)
- Meru in Rainy Cocoa (2019)
- Hongō in The Quintessential Quintuplets (2019)
- Shuri Kijino in Z/X (2019)
- Kana Hoshisato in Hatena Illusion (2020)
- Eris in Monster Girl Doctor (2020)
- Yoshi in Non tormentarmi, Nagatoro! (2021)
- Shino Ukita in PuraOre! Pride of Orange! (2021)
- Miwa Honjō in Tokyo Mew Mew (2022)
- Mari in Yohane the Parhelion: Sunshine in the Mirror (2023)

### Videogiochi
- Cassandra in Princess Maker (2015)